# Saint-Junien-la-Bregère
Saint-Junien-la-Bregère ist eine Gemeinde im Zentralmassiv in Frankreich. Sie gehört zur Region Nouvelle-Aquitaine, zum Département Creuse, zum Arrondissement Guéret und zum Kanton Bourganeuf.

## Geographie
Im Gemeindegebiet entspringen mehrere Fließgewässer: die Vige und ihr Zufluss Vigon durchqueren dabei auch das Gebiet, die Béraude entspringt ganz im Norden und entwässert später ebenfalls zur Vige, die Béchardergue entspringt im Süden und entwässert zur Maulde.
Die vormalige Route nationale 140 passiert Saint-Junien-la-Bregère sowie die Nachbargemeinden Bourganeuf, Faux-Mazuras, Saint-Julien-le-Petit und Peyrat-le-Château. Die weiteren angrenzenden Gemeinden sind Saint-Pardoux-Morterolles, Saint-Martin-Château, Saint-Moreil, Saint-Priest-Palus, Saint-Amand-Jartoudeix und Montboucher.

## Bevölkerungsentwicklung
| Jahr      | 1962 | 1968 | 1975 | 1982 | 1990 | 1999 | 2008 | 2013 |
| --------- | ---- | ---- | ---- | ---- | ---- | ---- | ---- | ---- |
| Einwohner | 354  | 340  | 272  | 223  | 193  | 160  | 156  | 136  |

## Sehenswürdigkeiten
- Kirche Saint-Genest und Saint-Cloud